# Довжик (річка)
Довжик — річка в Україні, права притока річки Велика Кам'янка. Басейн Сіверського Дінця. Довжина 26 км. Площа водозбірного басейну 169 км². Похил 7,5 м/км. Долина асиметрична. Річище слабкозвивисте, шириною до 5 м. Використовується на зрошення. Споруджене водосховище для потреб зрошування.
Бере початок на території міста Довжанська. Тече по території Довжанського та Сорокинського районів Луганської області.